# 双溪于浪华文小学
双溪于浪华文小学（简称SJK (C) Sungai Udang）是马来西亚马六甲州马六甲中央县马六甲市的一所华文小学，于1953年成立。

## 历史
双溪于浪国民型华文小学建校于1953年。双溪于浪新村建成同时，在李梅和宋淼发的呼吁下，向政府申请的一英亩多的土地建立华文小学。
建校伊始，学校只有70位学生和3位教师。黄天保出任首任校长。1959年，学校转为完全资助学校。在1960年，由于学生人数增加，教室不够，由当时的董事会总务王诗唐捐建三间临时教室，耗资3000令吉。1964年，教育部拨款兴建四间课室，男厕所，女厕所及学校周围的围墙。同年，教师人数也增加了2位。1979年，国会议员丹斯里张汉源批准以4000令吉建立一个篮球场。次年，张汉源再次批准拨10,000令吉建立学校的食堂。由于双溪于浪区发展迅速，教室明显不足，学校于1989年筹得40,000令吉资金用来加盖两间教室。1990年，教育部批准兴建三间教室。1998年，家长和双溪于浪股权持有人于筹款晚宴上筹集资金建立电脑室。在2002年年底，第八大马计划批建4层新教学楼。新大楼已于2003年3月10日由教育部副部长拿督韩春锦议员开幕。

## 历任校长
- 1953年－1955年 黄天保
- 1955年－1964年 陈学铭
- 1964年－1987年 唐优
- 1987年－1990年 李金林
- 1990年－1995年 章振祥
- 1995年－2001年 叶重华
- 2001年         戴送来
- 2002年－2008年 洪俪芳
- 2008年－今     陳金芬

## 成就
- 马来西亚教育局辉煌以及质量奖